# アンガラ航空200便着陸失敗事故
アンガラ航空200便着陸失敗事故（アンガラこうくう200びんちゃくりくしっぱいじこ）は2019年6月27日に発生した航空事故である。
バイカル国際空港発ニジニアンガルスク空港行きだったアンガラ航空200便（アントノフ An-24RV）が、着陸進入中にエンジン故障を起こした。着陸時に機体は滑走路を逸脱し、建物に衝突し炎上。乗員乗客47人中2人が死亡した。

## 事故機

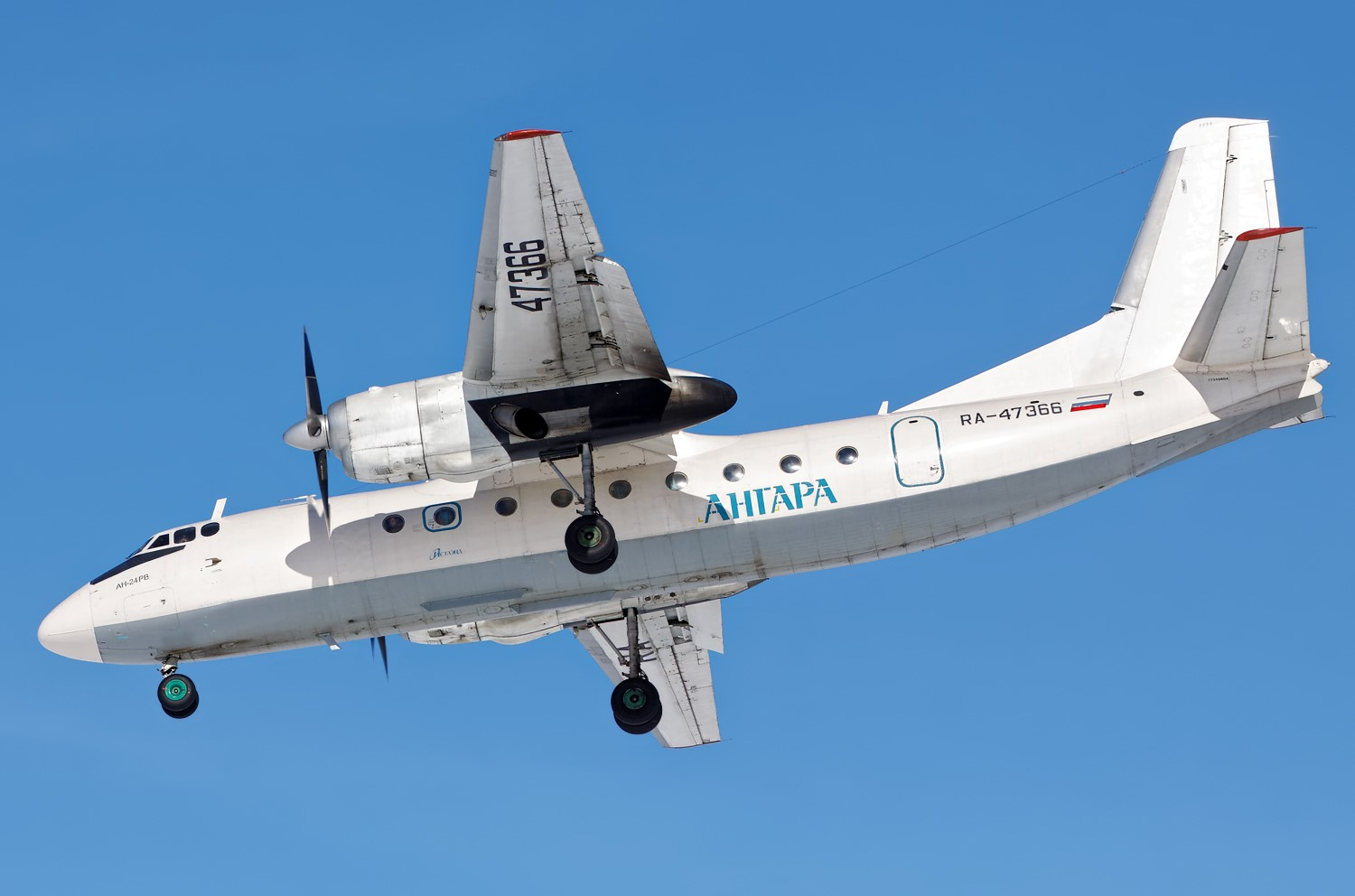
2016年に撮影された事故機

事故機のアントノフ An-24RV（RA-47366）は、MSN77310804として1977年に製造された。

## 事故の経緯
ニジニアンガルスク空港への最終進入中に左エンジンが故障した。現地時間10時20分に、機体は滑走路に着陸した。しかし、滑走路を右に逸脱し下水処理施設に衝突した。搭乗していた47人の内、機長と航空機関士が死亡し、22人が負傷した。衝突により火災が発生し、機体は全損となった。

## 事故調査
国家間航空委員会（MAK）が事故調査を開始した。同時に犯罪捜査も開始された。